# Стюарт, Эл
Эл Стю́арт (англ. Alastair Ian "Al" Stewart; род. 5 сентября 1945) — шотландский фолк-певец и музыкант (автор-исполнитель).
Хотя родился в Глазго, Эл Стюарт вырос в городе Уимборн, Дорсет, Англия, после переезда из Шотландии со своей матерью Джоан Андервуд. Его отец, Аластер Маккичан Стюарт, который служил лейтенантом в резерве добровольцев Королевских ВВС, погиб в авиакатастрофе во время учений 1945 года до рождения Стюарта. 
Музыкальный сайт AllMusic кратко характеризует Стюарта как интроспективного фолк-певца, автора-исполнителя, который в 1970-е годы, записывая на свой счёт потрясающие хиты, такие как «Time Passages» и «Year of the Cat», становился всё более абстрактным. Как пишет автор биографии певца, вот уже на протяжении 50 лет Эл Стюарт является «удивительно плодовитым и успешным музыкантом». Он «работает в головокружительном массиве стилистических режимов и музыкальных жанров — другими словами, у него реальная карьера, и он сделал её, не слишком заботясь о трендах и общественном вкусе. Конечно, на него повлияли несколько видных музыкантов, в том числе тоже шотландец (и немного младший современник) Донован, а также Ральф Мактелл, Боб Дилан и Джон Леннон — но, кроме мимолетного сходства с Донованом [чисто] вокально, его звук весьма не похож ни на кого другого, и на протяжении четырёх десятилетий он достигает успехов с песнями, которые неповторимо принадлежат только ему и которые невозможно [ни с кем другим] спутать.»

## Дискография
- См. «Al Stewart § Discography» в английском разделе.